# 新潟市アグリパーク
新潟市アグリパーク（にいがたしアグリパーク）とは、新潟県新潟市南区にある、日本初の公立教育ファーム。

## 概要
6次産業化支援と教育ファーム、就農支援の3つの機能を持っており、農業に関する体験施設のほか、宿泊施設、レストラン、農産物直売所などが設けられている。また、食品加工室や研修室を備えた「食品加工支援センター」も所在する。
地域の小中学校から授業の一環として利用されているほか、観光施設としても機能している。
隣接する敷地には「農業活性化研究センター」が設けられており、市の農業振興における拠点施設となっている。

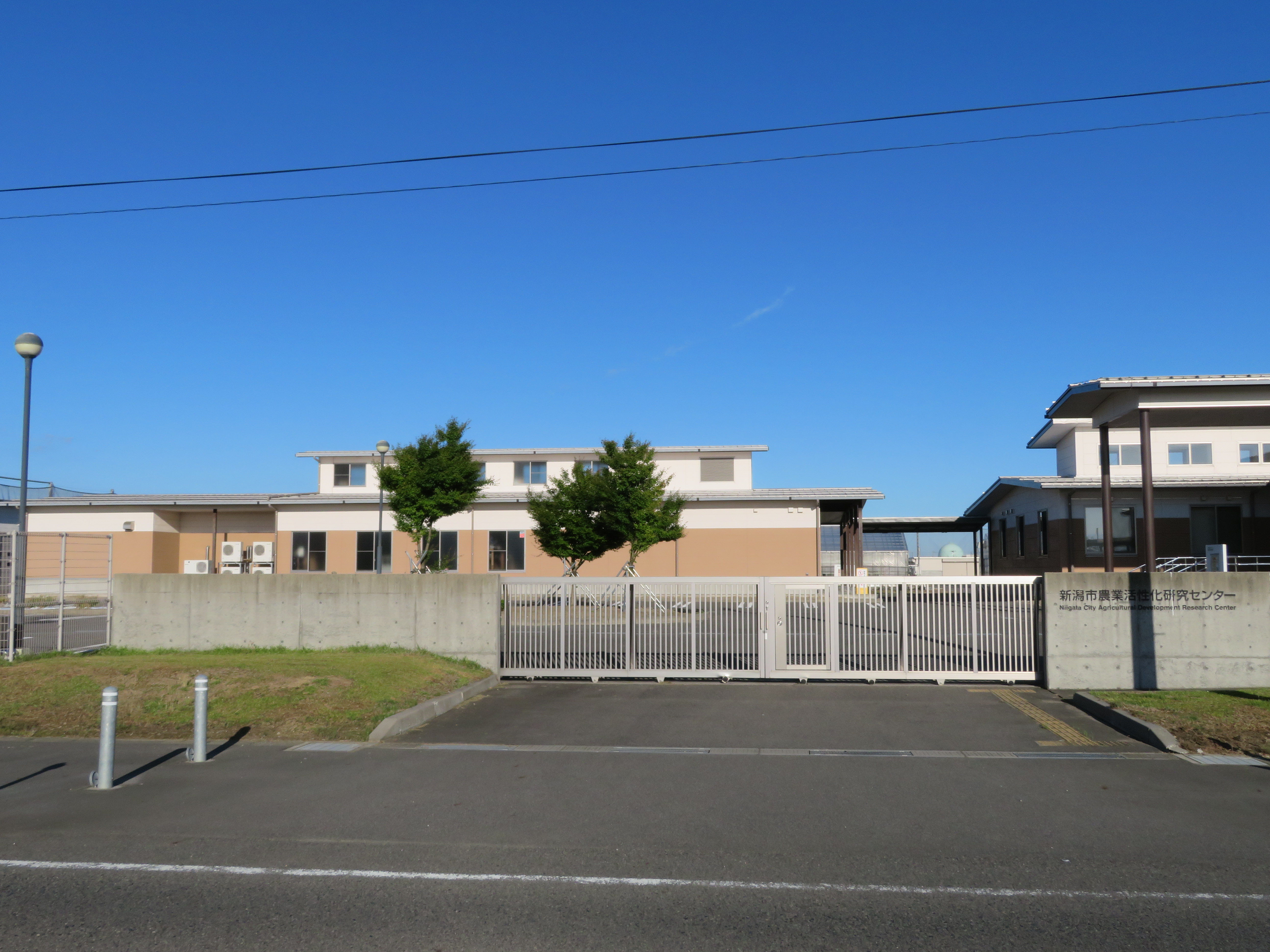
農業活性化研究センター

## 沿革
合併建設計画事業で整備費19億円をかけ2014年6月に開園した。

## アクセス
- 新潟交通「上塩俵」バス停（国道8号沿い）から徒歩20分
  - 「W7 大野・白根線」が発着する。
- 鷲巻エリア乗合タクシー「アグリパーク」バス停から徒歩すぐ
  - 事前予約制で白根中心部から利用できる[3]。